# Juan de Hevia Bolaño
Juan de Hevia Bolaño  (Oviedo, 1570-Lima, 1623) fue un jurista español.

Curia Filipica, 1776 (Fondazione Mansutti, Milano).

Hevia Bolaño provenía de una familia noble. Aunque inicialmente trabajó de escribano en Madrid, posteriormente trabajó de oficial de escribanos en las chancillerías en Valladolid y Granada. No existen registros que hubiera realizado estudios universitarios.

## Actividades en América
En 1590 viaja a América; inicialmente se asienta en Quito, y posteriormente en 1601, se traslada a la ciudad de Lima, donde trabajó como portero de la Real Audiencia. 
En Lima publica el tratado de Derecho Procesal titulado "Curia filípica" (1603), y posteriormente un tratado de Derecho Mercantil titulado "Laberinto de comercio terrestre y naval" (1617). Ambos escritos gozaron de gran prestigio y fueron utilizados como texto universitario hasta el siglo XIX.
A causa del contraste entre la sapiencia que se observa en ambos trabajos y la falta de formación de Hevia, es que siempre han existido dudas sobre si Bolaño es realmente el autor de estos trabajos. El erudito peruano Lohmann Villena, sostiene que Hevia muy probablemente tomó el trabajo de algún jurista español de renombre y se limitó a agregar algunas referencias sobre América y publicó los trabajos como de su autoría.